# SQL Server Integration Services

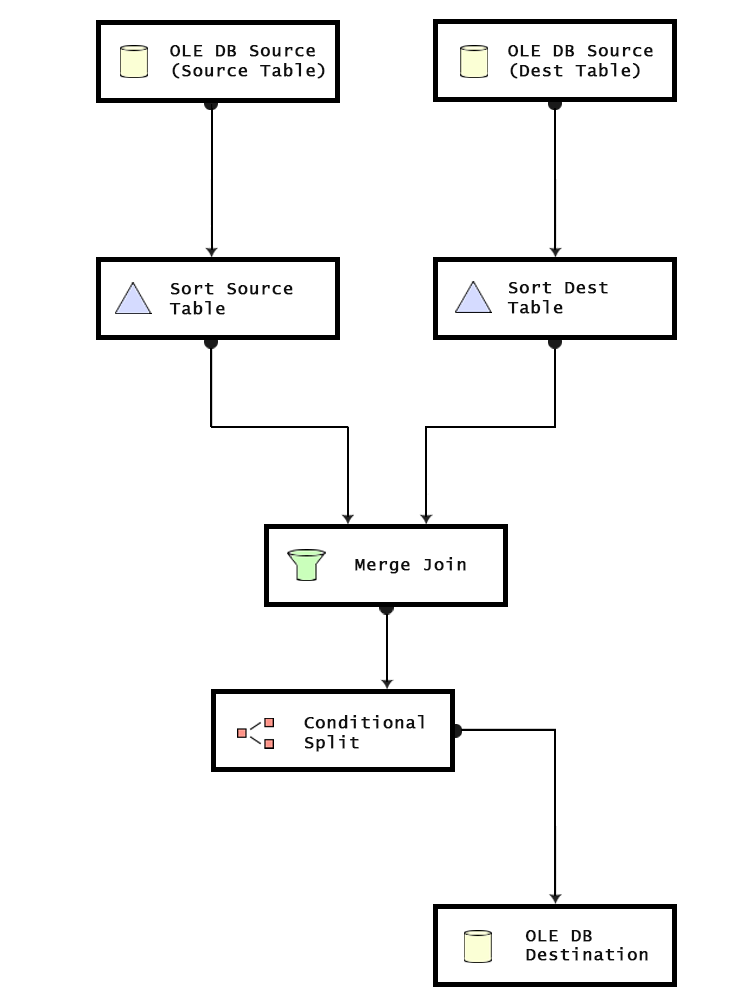
Un ejemplo de un flujo de trabajo de SQL Server Integration Services (SSIS), para programar visualmente los pasos necesarios para transformar datos de una fuente hacia un destinatario

SQL Server Integration Services (SSIS) es un componente de Microsoft SQL Server utilizado para migración de datos .

## Características
El SSIS Import/Export Wizard permite mover datos de origen a destino sin modificar los datos del origen y permitiendo hacer iteraciones y cambios de información antes de llegar al destino dentro de tablas de ETL. Se pueden importar datos de fuentes diferentes a SQL Server.
Con la herramienta Business Intelligence Development Studio, se pueden realizar tareas de migración fácilmente usando tareas visuales. Si se desea crear nueva funcionalidad, se pueden crear scripts en C# o Visual Basic.
Los paquetes, que son las unidades de almacenamiento de estas tareas de migración se pueden guardar en archivos dtsx o en la base de datos en formato XML.
Una vez implementado el paquete puede ser depurado.

### Características del flujo de datos
Las tareas de flujo de datos permiten transformar datos del origen al destino.
Transformaciones del Flujo de datos :
- Conditional Split
- Multicast
- Union-All, Merge, and Merge Join
- Sort
- Fuzzy Grouping
- Lookup and Fuzzy Lookup
- Percentage Sampling and Row Sampling
- Copy/Map, Data Conversion, and Derived Column
- Aggregation
- Data Mining Model Training, Data Mining Query, Partition Processing, and Dimension Processing
- Pivot
- Slowly Changing Dimension
- Script Component

## Otras herramientas
Existen importantes herramientas complementarias:
DTEXEC: Ejecuta los paquetes usando la línea de comandos. Muy útil para automatizar tareas.
DTUTIL: Se pueden administrar los paquetes con el DTUTIL. Se pueden realizar copias, borrar paquetes, etc.